# Molodohvardíisk
Molodohvardíisk (en ucraïnès: Молодогвардійськ, en rus: Молодогвардейск, Molodogvardeysk) és una ciutat de l'óblast de Luhansk a Ucraïna, situada actualment a zona autoproclamada República Popular de Luhansk de la Rússia. Es troba al municipi de Sorokine al raion de Dovjansk a l'óblast de Luhansk. La seva població és d'aproximadament 22.514 (2021).

## Història
Els assentaments anteriors en aquest lloc es van anomenar Sotsmistetxko a la dècada de 1950 i Atamanivka a la dècada de 1940. Molodohvardíisk es va establir originalment el 1955, porta el nom del grup de resistència de la Guàrdia Jove. L'any 1961 se li va concedir l'estatus de ciutat.
El gener de 1989 la població de la ciutat era de 31.766 persones.
L'any 2013 la població de la ciutat era de 23.332 habitants.
Des del 2014, Molodohvardíisk està controlat per la República Popular de Luhansk i no per les autoritats ucraïneses.

## Demografia
Llengua nativa segons el cens d'Ucraïna de 2001:
- Rus 88,6%
- Ucraïnès 10,9%
- Belarús 0,2%

## Instal·lacions
La ciutat té tres escoles d'educació integral, una escola de música, una escola d'art i un centre cultural "Dom Kultury" ("Casa de Cultura").